# 豐田初代A型引擎
豐田A型引擎是豐田汽車公司開發的水冷式直列六氣缸汽油引擎系列。
這台是豐田第一台量產的引擎，是通過複製1933年日本製造的雪佛蘭引擎而製造的。通過與市場上豐富的雪佛蘭零件（原裝和外部），不但加大了兼容性，而且加快了維修的速度。
引擎鑄造工作是由菅隆俊擔當的。由於設計了所謂「菅式ヘッド」的高渦流進氣口，所以能超越雪佛蘭的輸出馬力。

## 內容
- 第一代A型引擎
- 1935年11月登場
- 汽油引擎
- 水冷式頂上汽門直列六氣缸

## 配備車輛
- 豐田A1轎車（1935年5月樣品）
- 豐田G1貨車（1935年11月，豐田第一台量產的汽車）
- 豐田DA公共車（1936年1月）
- 豐田DA貨車（1936年9月）
- 豐田AA轎車（1936年9月，豐田第一台量產的轎車）
- 豐田AB轎車（1936年9月，豐田AA的開篷版）
- 豐田AC轎車（1943年至1944年2月，由於二戰而停產；1947年5月至7月，經GHQ許可，共生產了50台由外國檢查組組裝庫存零件的轎車）

## 參照
- 豐田汽車公司
- 豐田引擎型號列表
- 豐田初代B型引擎
- 豐田引擎型號規則列表
- 豐田引擎系列列表